# 程附鳳
程附鳳，山西祁縣人，清朝政治人物、進士出身。

## 生平
順治三年，登進士，授長沙縣知縣。